# Ceratogyrus marshalli
Ceratogyrus marshalli là một loài nhện trong họ Theraphosidae. De diersoort komt voor in Zimbabwe.
Loài này thuộc chi Ceratogyrus. Ceratogyrus marshalli được Mary Agard Pocock miêu tả năm 1897.